# نازک (ماهی)
نازک (ماهی)(نام علمی: Chondrostoma regium) نام یک گونه از سرده حبه‌دهان‌ها است.